# Dankowice (Jordanów Śląski)
Dankowice (deutsch Dankwitz) ist ein Dorf in der Landgemeinde Jordanów Śląski (Jordansmühl), im Powiat Wrocławski der Woiwodschaft Niederschlesien in Polen.

## Lage
Nachbarorte von Dankowice sind Glinica (Gleinitz) im Westen, Jordanów Śląski (Jordansmühl) im Norden, Jezierzyce Wielkie (Groß Jeseritz) im Südosten.

## Geschichte
Auf dem naheliegendem 188 m hohen Kupferberg fanden sich Reste einer prähistorischen Wohngrube. Erstmals urkundlich erwähnt wurde es 1352 als „Dankewicz“. Die slawische Vorgängersiedlung wurde im Zuge der Ostkolonisation durch deutsche Siedler erschlossen. Dankwitz gehörte zum piastischen Herzogtum Brieg, das sich 1329 als ein Lehen der Krone Böhmen unterstellte. Besitzer waren Ende des 15. Jahrhunderts Ruprecht von Tschesch, darauf Georg von Tschesch, 1508 Johanniter-Komtur zu Groß-Tinz, im 17. Jahrhundert Georg Friedrich von Gregersdorf, dessen Untertanen sich am 12. Mai 1629 bei der herzoglichen Regierung in Brieg wegen zu hoher Roboten und Hoffuhren beklagten. 1588 erscheint Barbara geb. von Gregersdorf zu Dankwitz, die von ihrem Mann Franz von Schmolz 60 Taler Leibgedinge erhielt. 1699 kaufte das Gut die Familie von Taubadel. Nach dem Ersten Schlesischen Krieg fiel Dankwitz mit dem größten Teil Schlesiens 1741/42 an Preußen.
1783 besaß das Dorf im Weichbild Nimptsch Karl Sigmund von Pförtner. Damals bestand es aus einem Vorwerk, sieben Bauern, einer Windmühle, 13 Gärtnern, vier Häuslern und 204 Einwohnern. 1845 zählte Dankwitz im Besitz des Leutnants a. D. Ernst Friedrich Schäffer 35 Häuser, 262 überwiegend evangelische Einwohner (14 katholisch), evangelische Kirche zu Jordansmühl, katholische Kirche zu Gleinitz, ein herrschaftliches Vorwerk, eine Windmühle, eine Brauerei, neun Handwerker und einen Händler.
Ab 1874 gehörte die Landgemeinde Dankwitz zum  Amtsbezirk Dankwitz, der nach 1928 dem Amtsbezirk Jordansmühl eingegliedert wurde. Nach der Auflösung des Landkreises Nimptsch 1932 gehörte Dankwitz bis 1945 zum Landkreis Reichenbach. Infolge des Zweiten Weltkriegs fiel Dankwitz 1945 mit dem größten Teil Schlesiens an Polen. Nachfolgend wurde es in Dankowice umbenannt. Die deutschen Einwohner wurden, soweit sie nicht schon vorher geflohen waren, vertrieben. Die neu angesiedelten Bewohner stammten teilweise aus Ostpolen, das an die Sowjetunion gefallen war.

## Sehenswürdigkeiten
- Schloss Dankwitz, heute Ruine

## Persönlichkeiten
- Ernst Balthasar Siegmund von Taubadel (1724–1802), preußischer Generalmajor